# Eugène Prévost
Lucien Eugène Prévost (Champdôtre, 29 giugno 1863 – Savigny-lès-Beaune, 26 novembre 1961) è stato un ciclista su strada francese, attivo tra il 1894 e il 1904, vinse la prima edizione della Parigi-Tours.

## Palmarès
- 1894

Lione-Digione-Lione
- 1896

Parigi-Tours

### Grandi giri
- 1904: ritirato